# Трубецкая, Софья Сергеевна
Княжна Софья Сергеевна Трубецкая (в замужествах: герцогиня де Морни и герцогиня де Альбуркерке; 1838, Санкт-Петербург — 1898, Мадрид, Испания) — предполагаемая дочь Николая I; кавалерственная дама испанского Ордена Королевы Марии Луизы.

## Биография
Родилась в семье Сергея Васильевича Трубецкого (1815—1859) и Екатерины Петровны Мусиной-Пушкиной (1816—1897), фаворитки Николая I. Крещена 24 апреля 1838 года в Казанском соборе, крестница князя А. В. Трубецкого и своей бабушки С. А. Трубецкой.

История брака её родителей была скандальной. Принято считать, что в конце 1837 года император насильно обвенчал Трубецкого со своей любовницей, которая находилась в это время на достаточно большом сроке беременности. История их женитьбы наделала много шума. Московский почт-директор А. Я. Булгаков писал: 
Весь Петербург теперь только занят обрюхатевшею фрейлиной Пушкиной. Государь всегда велик во всех случаях. Узнавши, кто сделал брюхо, а именно князь Трубецкой, молодой повеса,… он их повелел обвенчать и объявил, что она год, как тайно обвенчана… Экой срам!.

Вскоре после рождения Софьи супруги расстались: Сергей Васильевич уехал на Кавказ, а Екатерина Петровна — за границу. После рождения девочка жила с матерью в Париже, с 1848 года воспитывалась в одном из французских пансионов. Очарованная маленькой Трубецкой принцесса Матильда Бонапарт желала удочерить её и спрашивала на это разрешение у Николая I, который предложил этот вопрос решить самой девочке. Она избрала возвращение в Россию под покровительство русского императора. В конце 1852 года была зачислена в Екатерининский институт. Одна из её одноклассниц вспоминала:
Весть, что приехала какая-то новенькая красавица, облетела всех. Это была девочка лет 14, высокая, стройная, одетая в чёрное платье с белым отложным воротничком и рукавчиками; длинные белокурые косы её, заложенные на затылке, были украшены двумя чёрными бархатными шу, с длинными, почти до колен и широкими концами. Нежный розовый цвет лица, большие черные глаза, изящество манер, произвели на нас очарование… Эта прелестная девушка была вдобавок ласкова и сердечна; её обожали десятками и большие, и маленькие институтки.
В институте Трубецкая пользовалась особым положением и удобствами. При ней была горничная, ей разрешено было не учить немецкий язык, но с ней усиленно занимались русским языком, так что к концу выпуска она выучилась говорить и писать. Окончание института Трубецкой совпало со смертью Николая I, императрица же не пожелала сделать её своей фрейлиной.

## Замужества

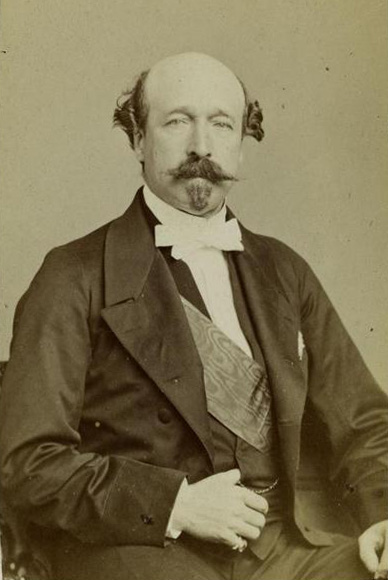
Первый муж

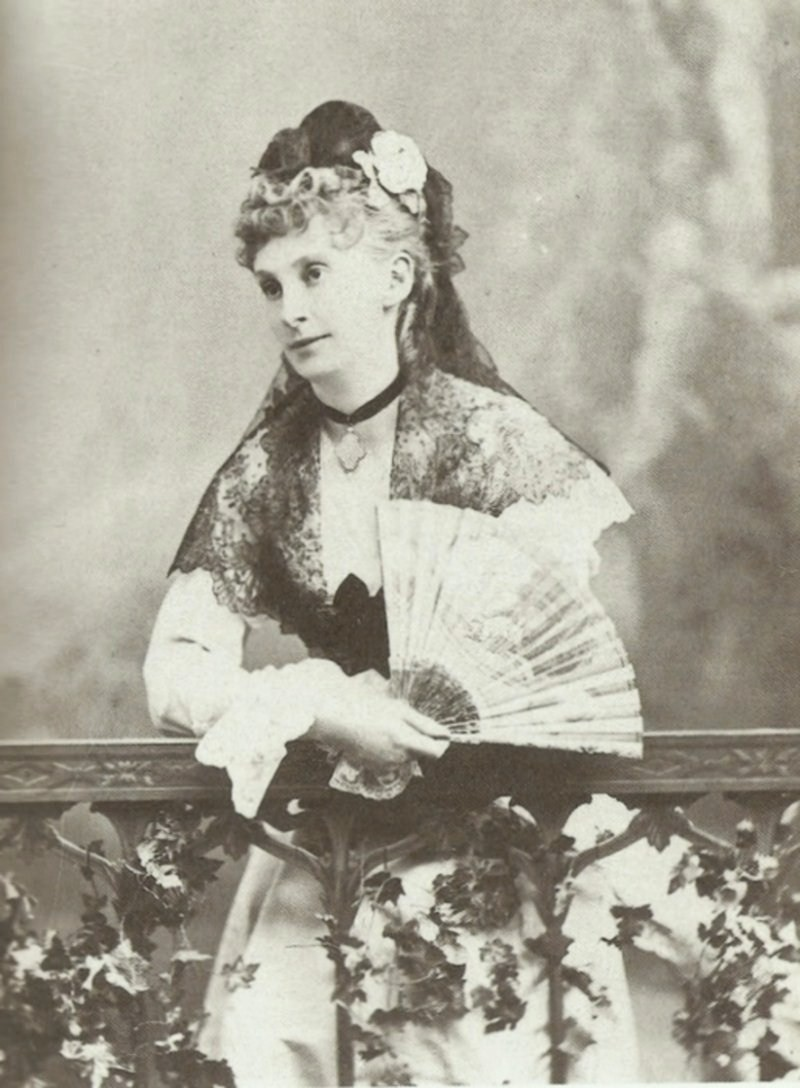
Софья Сергеевна

После окончания института княжна Софья находилась на попечении своих тетушек, княгини М. В. Воронцовой и графини С. В. Рибопьер. Обе они, женщины светские и кокетливые, были не готовы на роль воспитательниц и старались поскорее избавиться от племянницы. В августе 1856 года на коронации императора Александра II в Трубецкую влюбился французский посол герцог Шарль Луи Огюст де Морни (1811—1865), единоутробный брат императора Наполеона III. Княжна Софья, хорошенькая блондинка с черными глазами, понимала, что у неё нет никакого состояния и поэтому, когда де Морни сделал ей предложение, его приняла. Тем более, что княгиня Воронцова изо всех сил старалась устроить этот брак. При этом Морни, хотя уже и поживший, сохранял изящную внешность и был окружен такой роскошью, что затмил всех. Он привез с собой из Парижа великолепную обстановку, экипажи и картинную галерею, что придавало ещё более ему престижа. Фрейлина Анна Тютчева писала:
Самая громкая новость дня — свадьба молодой княжны Трубецкой и Морни… Блестящий посланник безумно влюблён и делает великолепные подарки своей красавице-невесте. В сочельник он преподнёс ей колье из двенадцати крупных бриллиантов. Говорят, что против брака только мать малышки, она считает, что жених слишком стар и не имеет прочного положения и состояния.
Свадьба состоялась 4 января 1857 года в Петербурге, а весной супруги уехали в Париж. Основным местом их жительства был отель де Lassay. Софья де Морни начала выезжать в свет только после первых родов и первый выезд её был на бал к соотечественнице С. П. Нарышкиной, где она произвела большую сенсацию. Считалась одной из первых красавиц Парижа, помимо этого она славилась своей экстравагантностью, пристрастием к экзотическим птицам, японским собачкам и восточной утончённости. Будучи легитимисткой и сторонницей Бурбонов, герцогиня де Морни не верила в Наполеона. Она не с большой охотой ездила на балы в Тюильри и старалась держаться ближе к русской колонии.

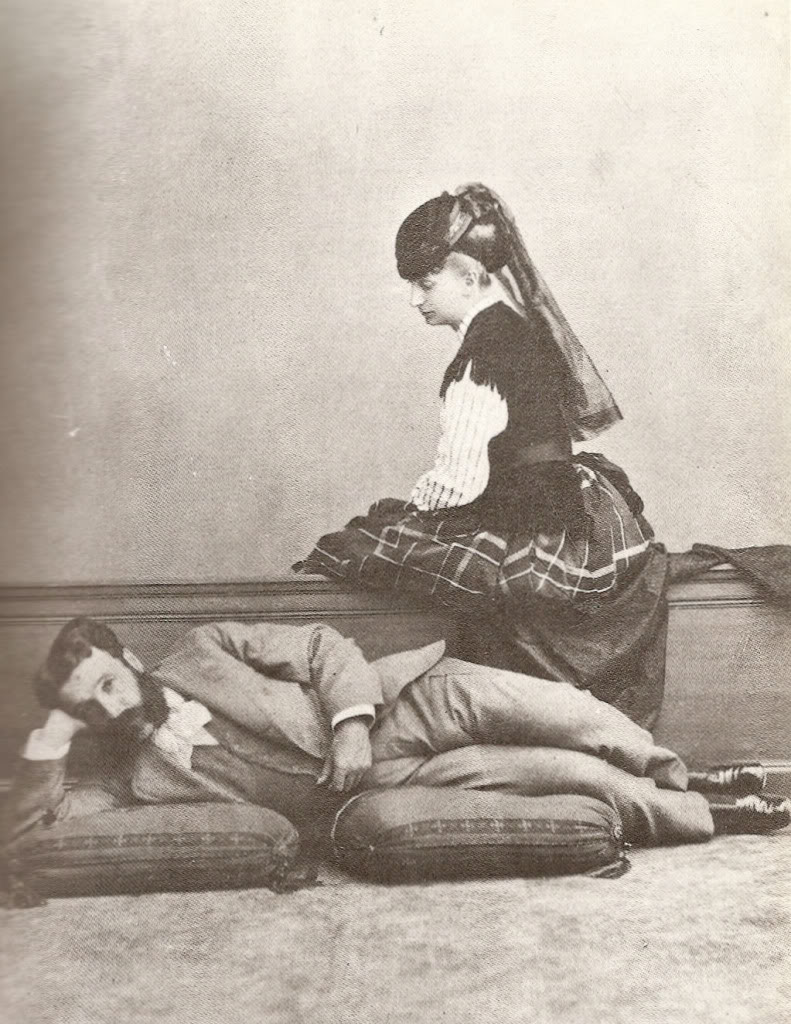
Хосе Осорио вместе со своей женой Софьей Трубецкой в Довиле (Франция), весна 1869 года

Её блестящей салон посещали многие русские и польские аристократы. Наблюдательная, гордая, непосредственная и прямодушная, герцогиня де Морни была очень отзывчива на ласки, но помнила и зло, подчас она проявляла неровность в общении и показывала прямолинейность в своих убеждениях и оценках людей. Морни относился к жене с неизменной снисходительностью, не стесняя её вкусов и фантазий. В первые годы брак их был вполне удачным и в нём родилось четверо детей, но с 1864 года де Морни стал изменять жене и между супругами наступило отчуждение.
Разочарование в муже отразилось и на отношении Софье Сергеевны к детям — она относилась к ним настолько холодно, что часто забывала об их существовании. Семейная жизнь была прервана 7 марта 1865 года скоропостижной смертью герцога. После этого Софья некоторое время пребывала в трауре и не покидала свой дворец. Но вскоре она посчитала себя освобожденной от легкомысленно данного обета загробной верности мужу и демонстративно перестала носить траур.
Она познакомилась с испанским аристократом Хосе Исидро Осорио и Сильва-Базан, герцогом Альбуркерке, двоюродным братом императрицы Евгении (в юности он был безнадежно в неё влюблен), который проживал на своей вилле в Довиле. 21 марта 1869 Софья вышла за него замуж, после чего жизнь супругов Осорио и Сильва-Базан проходила то в Париже, то в Мадриде. В Испании в силу родственных отношений герцога к королевскому дому Софья Сергеевна сошлась с королевой Изабеллой II и получила от неё женский аристократический орден Королевы Марии Луизы. В 1870 году она установила первую в Испании рождественскую ёлку. Во время изгнания испанских Бурбонов супруги всячески способствовали делу возвращения этой династии на испанский трон. В период правления Альфонсо XII герцог Альбуркерке играл значимую роль при дворе, однако после смерти короля оказался в немилости у его вдовы Марии Кристины.
Софья Сергеевна умерла в Мадриде 27 июля 1898 года от респираторного заболевания и была похоронена в Париже на кладбище Пер-Лашез в нескольких метрах от могилы первого мужа герцога де Морни.

## Дети
От брака с Шарлем де Морни имела 4-х детей:
- Мари Эжени (1857—1883), в 1877 году в Мадриде вышла замуж за Хосе Рамон Осорио и Хередиа (1854—1919), 9-го графа Корзана, IV Маркиза де лос Ареналес.
- Огюст Карл Луи Валентин (1859—1920), второй герцог Морни, женился в 1886 году на Карлотте де Гузман и Ибарра (1869—1939).
- Серж де Морни (1861—1922), французский офицер, не был женат.
- София Матильда (Мисси)[фр.] (1863—1944), названа в честь двоюродной сестры императора Матильды Бонапарт, с 1881 года была замужем за Жаком Годаром[англ.], маркизом Бельбёфом, затем в 1903 году развелась с ним. Скандально известна как Мисси, открыто демонстрировала свою гомосексуальность и была подругой Лианы де Пужи и писательницы Колетт.